# Équipe cycliste Van Cauter-Magniflex-de Gribaldy
Van Cauter-Magniflex-de Gribaldy est une ancienne équipe belge de cyclisme professionnel sur route, dirigée par Jean de Gribaldy, durant la saison 1972. Son leader est le champion portugais Joaquim Agostinho, découverte du « Vicomte », qui terminera 8e du Tour de France 1972, sur lequel l'équipe remporte la deuxième étape Saint-Brieuc-La Baule-Escoublac avec Rik Van Linden. Mariano Martínez, pour sa deuxième participation, se classe 6e de la Grande Boucle.

## Effectif
| Effectif 1972                   | Effectif 1972     | Effectif 1972 | Effectif 1972               |
| Cycliste                        | Date de naissance | Pays          | Équipe précédente           |
| ------------------------------- | ----------------- | ------------- | --------------------------- |
| Willy Abbeloos                  | 20 mars 1949      | Belgique      |                             |
| Joaquim Agostinho               | 7 avril 1943      | Portugal      | Frimatic-de Gribaldy (1972) |
| Herman Beysens                  | 27 mai 1950       | Belgique      |                             |
| Tony Daelemans (2 avr.–31 déc.) | 8 avril 1944      | Belgique      |                             |
| Pietro Dallai                   | 3 avril 1947      | Belgique      |                             |
| Willy De Geest                  | 8 janvier 1947    | Belgique      | Hertekamp-Magniflex (1971)  |
| Noël De Pauw                    | 25 juillet 1942   | Belgique      |                             |
| André Doyen                     | 29 mars 1949      | Belgique      | Hertekamp-Magniflex (1971)  |
| Fabrizio Fabbri                 | 28 septembre 1948 | Italie        | Cosatto-Marsicano (1971)    |
| Sigfrido Fontanelli             | 1 octobre 1947    | Italie        | Hertekamp-Magniflex (1971)  |
| Adolf Huysmans                  | 9 mars 1947       | Belgique      |                             |
| Edward Janssens                 | 18 janvier 1946   | Belgique      | Flandria-Mars (1971)        |
| Roger Jochmans                  | 8 mai 1947        | Belgique      |                             |
| Roger Kindt                     | 18 septembre 1945 | Belgique      |                             |
| Jean-Claude Largeau             | 6 avril 1949      | France        |                             |
| Mariano Martinez                | 20 septembre 1948 | France        | Hoover-de Gribaldy (1971)   |
| Joël Millard                    | 23 janvier 1946   | France        |                             |
| Georges Pintens                 | 15 octobre 1946   | Belgique      | Hertekamp-Magniflex (1971)  |
| André Poppe                     | 4 novembre 1943   | Belgique      | Dr. Mann-Grundig (1970)     |
| Silvano Ravagli                 | 2 avril 1946      | Italie        |                             |
| Paul Ravel                      | 12 décembre 1946  | France        |                             |
| Eddy Reyniers                   | 30 décembre 1946  | Belgique      | Hertekamp-Magniflex (1971)  |
| Pierre Rivory                   | 22 septembre 1945 | France        |                             |
| Gérard Rochat                   | 20 mars 1947      | France        |                             |
| Raymond Steegmans               | 15 mai 1945       | Belgique      |                             |
| Alberto Tazzi                   | 13 avril 1946     | Italie        |                             |
| Erwin Thalmann (4 juin–11 juin) | 29 décembre 1944  | Suisse        |                             |
| Vittorio Urbani                 | 11 février 1948   | Italie        |                             |
| Arthur Van De Vijver            | 29 février 1948   | Belgique      |                             |
| Rik Van Linden                  | 28 juillet 1949   | Belgique      | Hertekamp-Magniflex (1971)  |
| Ludo Van Staeyen                | 11 décembre 1948  | Belgique      |                             |
| Guido Van Sweevelt              | 15 avril 1949     | Belgique      |                             |
| Mauro Vannucchi                 | 1 mars 1948       | Italie        |                             |
| Fritz Wehrli (4 juin–11 juin)   | 7 juin 1950       | Suisse        |                             |
| Gilbert Wuytack                 | 4 septembre 1945  | Belgique      |                             |
|                                 |                   |               |                             |
| Source : Cycling Archives       |                   |               |                             |

note: Willy Abbeloos

## Équipe du Tour de France
- 45 : Willy Abbeloos (Bel)
- 46 : Joaquim Agostinho (Por)
- 47 : Herman Beyssens (Bel)
- 48 : Ward Janssens (Bel)
- 49 : Roger Kindt (Bel) hord-délai 7e étape
- 50 : Mariano Martínez (Fra)
- 51 : Joël Millard (Fra)
- 52 : Jean-Claude Largeau (Fra)
- 53 : André Poppe (Bel) hord-délai 7e étape
- 54 : Rik Van Linden (Bel)
- 55 : Ludo Van Staeyen (Bel)

## Résultats
- 2e étape du Tour de France Saint-Brieuc-La Baule-Escoublac (Rik Van Linden)
- Haaltert (BEL) (Willy Abbeloos)
- Wetteren (BEL) (Willy Abbeloos)
- 2e étape GP du Sintra (POR) (Joaquim Agostinho)
- GP du Sintra (POR) (Joaquim Agostinho)
- 1re étape du GP Torres - Vedras (POR) (Joaquim Agostinho)
- 1reb étape du GP Torres - Vedras(POR) (Joaquim Agostinho)
- Lisbonne (POR) (Joaquim Agostinho)
- Championnat du Portugal sur route (Joaquim Agostinho)
- Championnat du Portugal contre la montre (Joaquim Agostinho)
- 2e étape Tour de Suisse (SUI), Balmberg (Joaquim Agostinho)
- 8eb étape Tour de Suisse (SUI), Olten (Joaquim Agostinho)
- 5eb étape Tour du Portugal (POR), Pista de Sangalhos (Joaquim Agostinho)
- Tour du Portugal (POR) (Joaquim Agostinho)
- 10e étape Tour du Portugal (POR), Loulé (Joaquim Agostinho)
- 15e étape Tour du Portugal  (POR), Lisbonne (Joaquim Agostinho)
- 7e étape Tour du Portugal  (POR), Estádio de Alvalade (Joaquim Agostinho)
- 1er à Lisbonne (Joaquim Agostinho)
- Malderen (BEL) (Herman Beysens)
- Buggenhout (BEL) (Willy De Geest)
- Destelbergen (BEL) (Willy De Geest)
- 3e étape du Tour du Portugal (POR), Seia (André Doyen)
- 4e étape Tour du Portugal (POR), Porto (André Doyen)
- Fiano - Romano (ITA) (Fabrizio Fabbri)
- Tour d'Italie (ITA) (Fabrizio Fabbri)
- San Michele - Agliana (ITA) (Fabrizio Fabbri)
- Waasmunster (BEL) (Roger Jochmans)
- 6ea étape du Tour d'Espagne (Roger Kindt)
- Willebroek (BEL) (Roger Kindt)
- GP Kanton Aargau Gippingen (SUI) (Georges Pintens)
- Omloop der Zennevalei (BEL) (Georges Pintens)
- Omloop Hageland-Zuiderkempen (BEL) (Georges Pintens)
- Sint-Kwintens-Lennik (BEL) (André Poppe)
- Grote 1-Mei Prijs (BEL) (Raymond Steegmans)
- Omloop der drie Proviniciën (BEL) (Arthur Van De Vijver)
- Omloop Wase Scheldeboorden (BEL) (Arthur Van De Vijver)
- Eeklo (BEL) (Rik Van Linden)
- Knokke (BEL) (Rik Van Linden)
- Koksijde (BEL) (Rik Van Linden)
- Londerzeel, criterium (BEL) (Rik Van Linden)
- Mortsel (BEL) (Rik Van Linden)
- Ninove (BEL) (Rik Van Linden)
- Sint-Niklaas criterium (BEL) (Rik Van Linden)
- 5e étape de Tirreno-Adriatico (ITA) (Rik Van Linden)
- San Benedetto del Tronto (Rik Van Linden)
- Herenthout (BEL) (Ludo Van Staeyen)
- Oud-Turnhout (BEL) (Ludo Van Staeyen)
- Temse (BEL) (Gilbert Wuytack)
- Vrasene (BEL) (Gilbert Wuytack)